# 1941 год в литературе

## События
- Под общей редакцией Эдмунда Уилсона вышел неоконченный роман Фрэнсиса Скотта Фицджеральда «Последний магнат».
- В Японии учреждена Литературная премия имени Номы.
- В Бразилии учреждена Литературная премия Машаду де Ассиса.

## Премии
- Нобелевская премия по литературе — не присуждалась

### СССР
- Сталинская премия в области литературы:
  - Художественная проза:
    - Первая степень: Алексей Толстой (роман «Пётр I»), Сергей Сергеев-Ценский (роман «Севастопольская страда»), Михаил Шолохов (роман «Тихий Дон)».
    - Вторая степень: Николай Вирта (роман «Одиночество»), Лео Киачели (роман «Гвади Бигва»), Алексей Новиков-Прибой (2-я часть романа «Цусима»).

  - Поэзия:
    - Первая степень: Николай Асеев (поэма «Маяковский начинается»), Янка Купала (сборник стихов «От сердца»), Павло Тычина (сборник стихов «Чувство семьи единой»).
    - Вторая степень: Джамбул Джабаев (общественные произведения), Василий Лебедев-Кумач (стихотворные тексты общеизвестных песен), Георгий Леонидзе (поэма «Детство вождя»), Сергей Михалков (стихи для детей), Александр Твардовский (поэма «Страна Муравия»).

  - Драматурия:
    - Первая степень: Александр Корнейчук (пьесы «Платон Кречет» и «Богдан Хмельницкий»), Константин Тренёв (пьеса «Любовь Яровая»), Николай Погодин (пьеса «Человек с ружьём»).
    - Вторая степень: Самед Вургун (пьеса «Вагиф»), Кондрат Крапива (пьеса «Кто смеётся последним»), Владимир Соловьёв (пьеса «Фельдмаршал Кутузов»).

### США
- Пулитцеровская премия:
  - в категории художественное произведение, написанное американским писателем,— не присваивалась
  - в категории драматического произведения для театра— Роберт Шервуд, «Да сгинет ночь»
  - в категории поэзия— Леонард Бейкон, Sunderland Capture

### Франция
- Гонкуровская премия — Анри Пурра, «Мартовский ветер»
- Премия Ренодо — Paul Mousset, Quand le temps travaillait pour nous
- Премия Фемина — не присуждалась

## Книги

### Романы
- «Зло под солнцем» (англ. Evil Under the Sun) и «Н или М?» (англ. N or M?) — детективные романы Агаты Кристи
- «Сама удивилась» (англ. Herself Surprised) — роман Джойс Кэри.
- «Дело о постоянных самоубийствах» (англ. The Case of the Constant Suicides), «Смерть меняет всё» (англ. Death Turns the Tables), «Увидеть — значит поверить» (англ. Seeing is Believing) — детективные романы Джона Диксона Карра (третий из них — под псевдонимом Картер Диксон)
- «История Чарльза Декстера Варда» — роман Говарда Лавкрафта, одно из самых крупных (по объёму) его произведений. Был впервые опубликован в 1941 году.
- «Рыжий Орм» — исторический роман Франца Гуннара Бенгтссона (выход первой части «Рыжий Орм в путешествии на Запад»)
- «Слепящая тьма» — роман Артура Кестлера. Впервые опубликован в 1941 году.

### Пьесы
- «Мамаша Кураж и её дети» (англ. Mother Courage and Her Children) — пьеса Бертольда Брехта

### Поэзия
- «Новогоднее письмо» (англ. New Year Letter) — сборник стихов Уистена Хью Одена, в США вышедший под заголовком «The Double Man».

## Родились
- 5 февраля — Роберто Франсишку де Алмейда, ангольский писатель.
- 25 февраля — Феликс Фальк, польский режиссёр театра и кино, сценарист, драматург и живописец.
- 10 апреля — Пол Теру, американский писатель
- 19 мая — Нора Эфрон, американская писательница
- 19 мая — Саймон Ортис, американский писатель и поэт
- 3 сентября — Сергей Довлатов, русский писатель (ум. в 1990).
- 4 октября — Энн Райс, американская писательница
- 22 октября — Макс Эппл, американский писатель.
- 13 декабря — А. А. Алексеев, русский филолог, библеист.
- Жамбын Дашдондог, монгольский детский писатель, поэт (ум. в 2017).

## Скончались
- 13 января — Джеймс Джойс, ирландский писатель и поэт (родился в 1882).
- 24 февраля — Эдвард Джозеф Харрингтон О’Брайен, американский писатель, поэт, редактор и составитель антологий из произведений английской и американской литературы (род. в 1890).
- 27 февраля — Ванда Альбрехт, литовская писательница, поэт, публицист, переводчик (род. в 1881).
- 28 марта — Вирджиния Вулф, английская писательница (родилась в 1882).
- 31 августа — Марина Ивановна Цветаева, русская поэтесса (родилась в 1892).
- 26 октября — Аркадий Петрович Гайдар, советский писатель (родился в 1904).
- 4 ноября — Норберто Ромуальдес Лопес, филиппинский писатель, лингвист (род. в 1875).
- 5 декабря — Грегуар Леруа, бельгийский поэт, писатель и критик (род. в 1862).
- 9 декабря — Дмитрий Сергеевич Мережковский, русский писатель (родился в 1865).
- 20 декабря — Игорь Северянин, русский поэт (родился в 1887).